# Photinia hirsuta
Photinia hirsuta är en rosväxtart som beskrevs av Hand.-mazz.. Photinia hirsuta ingår i släktet Photinia och familjen rosväxter. Utöver nominatformen finns också underarten P. h. lobulata.